# Slam Dance
Slam Dance és una pel·lícula sw thriller neo-noir estatunidenca del 1987 dirigida per Wayne Wang i protagonitzada per Tom Hulce, Mary Elizabeth Mastrantonio, Virginia Madsen i Harry Dean Stanton. Es va projectar fora de competició al 40è Festival Internacional de Cinema de Canes i al Festival Internacional de Cinema de Sant Sebastià 1987.

## Argument
Un dibuixant casat anomenat C. C. Drood es veu involucrat en l'encobriment d'un escàndol sexual polític després que la seva amant, Yolanda Caldwell, una noia, sigui trobada assassinada.
Drood ha traït la seva dona Helen amb l'exòtica Yolanda, a qui coneix en un club on els patrons practiquen slam ball i xoquen violentament entre ells a la pista de ball.
Bobby Nye, una antiga amant lesbiana de la Yolanda, contracta un sicari anomenat Buddy per acabar amb Drood, que també és perseguit per la policia. Drood finalment arriba a creure que Bobby i Buddy són els responsables de la mort de Yolanda. Un policia corrupte, Gilbert, està fent tot el que està a les seves mans per fixar-ho tot a Drood, però un company de policia, Smiley, intervé en nom de l'home buscat.
En Buddy finalment es veu superat per la culpa pel seu paper en l'assassinat de Yolanda, així que salva la vida de Drood i s'emporta la seva. Per escapar amb la seva dona i la seva vida, Drood intenta fer creure a Nye i als policies que el cos d'en Buddy és en realitat seu.

## Repartiment[calcitació]
- Tom Hulce com a C.C. Drood
- Mary Elizabeth Mastrantonio com a Helen Drood
- Virginia Madsen com a Yolanda Caldwell
- Harry Dean Stanton com a Smiley
- Don Keith Opper com a Buddy
- Adam Ant com a Jim Campbell
- John Doe com a John Gilbert
- Judith Barsi com a Bean Drood
- Lisa Niemi com a senyoreta Adrienne Schell
- Herta Ware com a senyora Raines
- Millie Perkins com a Bobby Nye
- Dennis Hayden com a Mean Drunk

## Producció i recepció
Després d'escriure i dirigir Chan Is Missing i Dim Sum: A Little Bit of Heart, aquesta última va rebre "crítiques mixtes [i] modests […] guanys a taquilla", Wayne Wang va triar dirigir Slam Dance per evitar ser vist com un director principalment d'històries sobre xinesos americans; com a tal, va ser la primera pel·lícula de Wang en què cap dels personatges principals és xinès.
La pel·lícula va recaptar 486.881 dòlars als Estats Units amb un pressupost de 4,5 milions de dòlars i va rebre crítiques diverses. Els crítics van elogiar l'actuació i la cinematografia, però van criticar la trama com a inconnexa i confusa. El crític de cinema del New York Times Vincent Canby va escriure a la seva ressenya del 6 de novembre de 1987 que Wang "va directament fins al fons, encara que amb força gràcia, amb la seva primera pel·lícula principal" descrivint-lo com "menys interessant pels seus personatges que per la seva decoració i imatges elegants."